# Coelofletium exstriatum
Coelofletium exstriatum är en skalbaggsart som först beskrevs av Armand D'Orchymont 1925.  Coelofletium exstriatum ingår i släktet Coelofletium och familjen palpbaggar. Inga underarter finns listade i Catalogue of Life.